# Rome (Durbuy)
Pour les articles homonymes, voir Rome (homonymie).
Rome est un hameau de la commune belge de Durbuy situé en Région wallonne dans la province de Luxembourg.
Avant la fusion des communes, il faisait partie de la commune de Grandhan.

## Situation
Le hameau se situe au sud de la vallée de l'Ourthe le long de la N.983 entre les localités de Durbuy, Barvaux-sur-Ourthe et Petit-Han.

## Patrimoine
La ferme de Rome appelée aussi ferme de la Prévôté est une construction du XVIIe siècle en moellons de calcaire possédant des baies à traverse d'origine. Elle se situe le long de la route nationale 983 aux nos 11/13. À l'arrière de cette ferme, au no 15, se trouve une autre ferme en long constituée d'un corps de logis daté de 1831 et d'une grange avec porte charretière de 1870.

## Économie
Autrefois, le site était occupé par la briqueterie de Rome qui produisait des briques de 1921 à 1983. Aujourd'hui, plus aucun bâtiment ne subsiste et les prairies à molinie sur sols calcaires, tourbeux ou argilo-limoneux de Famenne ont été reprises comme site de grand intérêt biologique et font partie de la zone Natura 2000.
Rome est surtout connu par les sportifs et les vacanciers pour être le siège du bureau principal de la société Durbuy Adventure devenue La Petite Merveille puis Adventure Valley ainsi que le cadre de nombreuses activités sportives et récréatives organisées par cette société.